# 참여

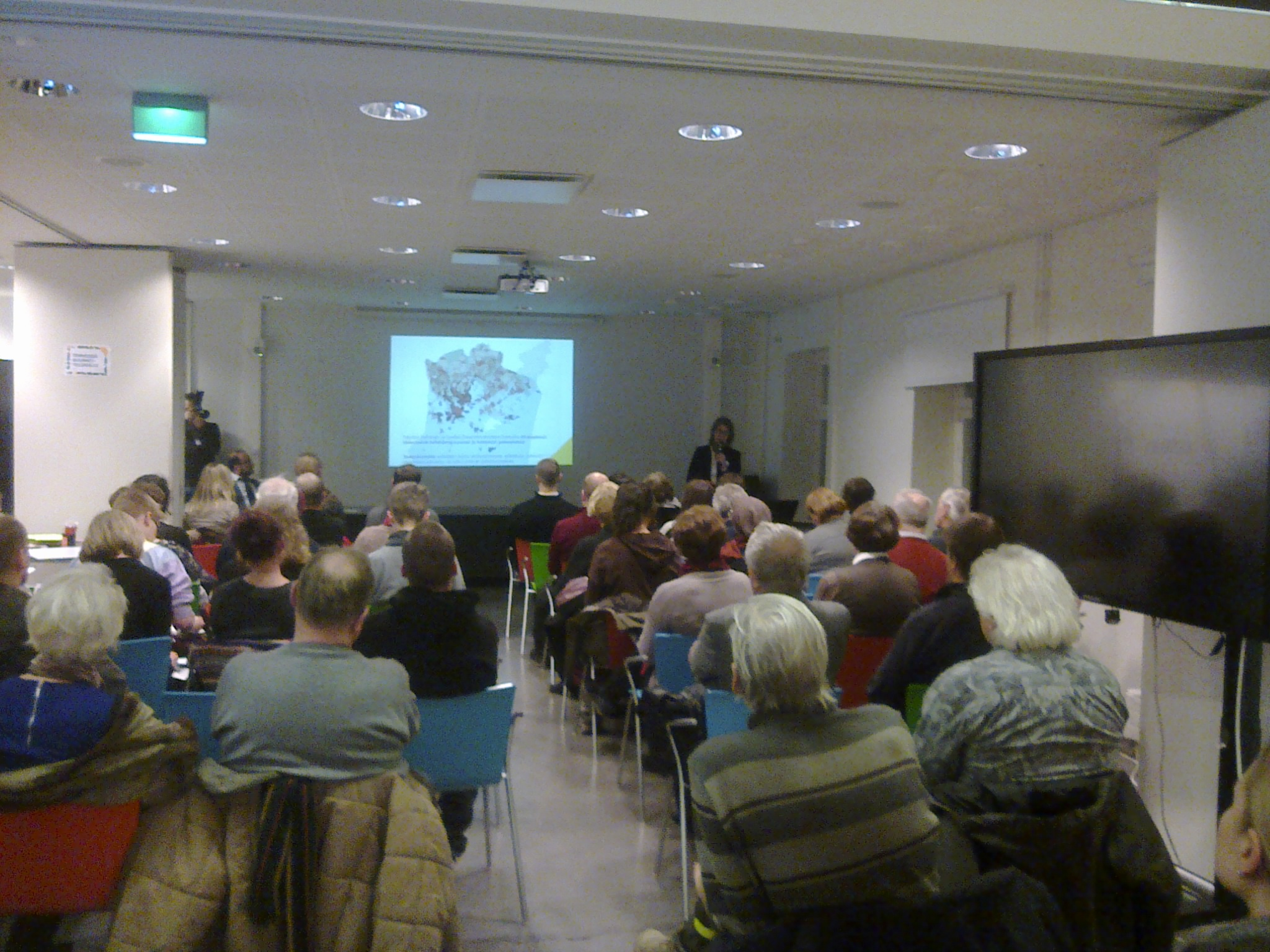
헬싱키 도시계획 공개협의회

참여, 시민 참여, 대중 참여는 사회과학에서 정치, 경제, 관리 또는 기타 사회적 결정에 관해 대중이 의견을 표현하고 이상적으로는 영향력을 행사할 수 있는 다양한 메커니즘을 의미한다. 참여적 의사 결정은 경제(예: 참여 경제), 정치(예: 참여 민주주의 또는 평등), 경영(예: 참여 관리), 문화(예: 복문화주의) 또는 가족(예: 여성주의)을 포함한 인간 사회 활동의 모든 영역에서 발생할 수 있다.
충분한 정보를 바탕으로 참여하려면 일부 버전의 투명성이 필요하다고 주장된다. 근본적인 투명성은 필요하지만 충분하지는 않는다. 또한 어떤 결정에 의해 가장 큰 영향을 받는 사람들이 가장 많은 발언권을 가져야 하고, 가장 덜 영향을 받는 사람들이 어떤 주제에 대해 가장 적은 발언권을 가져야 한다고 주장되어 왔다.

## 같이 보기
- 집단 지성
- 크라우드소싱
- 인지적 구두쇠
- PR (마케팅)
- 참여 민주주의